# MACD
A MACD (angol Moving Average Convergence/Divergence = mozgóátlag konvergencia/divergencia) technikai analízis indikátor, amelyet az 1970-es évek végén Gerald Appel vezetett be. A vizsgált pénzpiaci ár - például részvényár - változásának erejét, irányát, lendületét, a trendek tartósságát mutatja, a technikai előrejelzés egyik eszköze.
A záróárak két exponenciális mozgóátlaga - például a 12 és 26 napos mozgóátlag - különbségéből számolják, amit a különbség mozgóátlagával együtt időgrafikonon (hisztogramon vagy oszlopdiagramon) ábrázolnak.
A különböző időszakok mozgóátlagainak ábrázolása az ártrendek változásait illusztrálja. Kevésbé hasznos az olyan árak elemzésében, amelyek általában trend nélkül, vagy szeszélyesen mozognak.

## Fordítás
- Ez a szócikk részben vagy egészben  a   MACD című angol Wikipédia-szócikk ezen változatának fordításán alapul.  Az eredeti cikk szerkesztőit annak laptörténete sorolja fel. Ez a jelzés csupán a megfogalmazás eredetét és a szerzői jogokat jelzi, nem szolgál a cikkben szereplő információk forrásmegjelöléseként.